# Punctillum hepaticarum
Punctillum hepaticarum är en svampart som först beskrevs av Mordecai Cubitt Cooke, och fick sitt nu gällande namn av Petr. & Syd. 1924. Punctillum hepaticarum ingår i släktet Punctillum, klassen Dothideomycetes, divisionen sporsäcksvampar och riket svampar.   Inga underarter finns listade i Catalogue of Life.